# Рачинский, Александр (художник)
Александр Рачинский (пол. Aleksander Raczyński; 1822, Львов, Галиция, Австрийская империя — 16 ноября 1889, там же) — польский художник-портретист.

## Биография и творчество
Первоначально обучался искусству живописи во Львове под руководством Яна Машковского. Затем до 1846 в Венской академии изобразительных искусств и Мюнхенской академии художеств.
Совершенствовал мастерство в Национальной высшей школе изящных искусств в Париже.
В период обучения создал ряд юмористических рисунков о жизни богемы и карикатур, хранящихся в настоящее время в коллекции вроцлавской библиотеки Ossolineum.
Около 1857 совершил поездку в Италию, после чего вернулся на родину и поселился во Львове. Был близким другом Артура Гротгера, для многих полотен которого создал пейзажный фон.
Был известным портретистом, случалось из-за недостатка средств вынужден был писать портреты даже с фотографий.
Из главных произведений А. Рачинского можно назвать:
- Портрет Винценты Пола, (1862),
- Портрет польского комедиографа, поэта графа Александра Фредро,
- Портрет генерала Юзефа Дверницкого (1856—1858),
- Портрет генерала Мацея Рыбинского (1889)
- Портрет митрополита Григория Яхимовича (1865),
- Портрет бургомистра Львова Александра Ясинского и др.

Кроме того, писал картины на сакральную и историческую тематику, жанровые полотна, аквафорте.
В 1855 выполнил гравюры гербов для сокращенного издания Ипполитом Ступницким гербовника Каспера Несецкого — «Herbarz Polski i imionospis zasłużonych w Polsce ludzi wszystkich stanów».,
Свои картины выставлял редко: В Кракове в 1856—1858 гг. в Обществе друзей изящных искусств, во Львове в 1868, 1877, 1878 и 1881.
Был одним из создателей львовского Общества любителей изящных искусств и членом его Художественной комиссии, а также директором Технической академии.
Несколько картин художника находятся сейчас во Львовской галерее искусств и варшавском дворце-музее Вилянуве.

## Галерея
|  |  |  |  |  |